# 岐阜県庁舎
岐阜県庁舎（ぎふけんちょうしゃ）は、岐阜県岐阜市にある岐阜県庁の庁舎である。
現在の庁舎は5代目である。

## 概要
岐阜県岐阜市薮田南2丁目1番1号に所在する。敷地は東西約550m、南北約270mの長方形をしており（国道21号との連絡道路を除く）、敷地面積は駐車場、公園（ぎふ結のもり）、岐阜アリーナ（OKB清流アリーナ）、岐阜県警察本部庁舎、国道21号との連絡道路を含めて158,561m2ある。岐阜県警察本部庁舎（敷地面積18,726m2）と岐阜アリーナ（敷地面積10,070m2）を除いた敷地面積は129,765m2である。
敷地は幅員50mの連絡道路で国道21号と接続しているほか、敷地東側は岐阜県道1号岐阜南濃線に面しているため、岐阜県道151号岐阜羽島線・羽島市道・岐阜県道206号岐阜羽島停車場線を経由して東海道新幹線岐阜羽島駅と連絡している。なお、国道21号との連絡道路と敷地内を東西に横断する敷地内道路の交点は、2022年（令和4年）3月14日10時から環状交差点（ラウンドアバウト）に変更されている。

### 5代目庁舎
4代目県庁舎が1966年（昭和41年）2月に竣工してから約半世紀が経過した2014年（平成26年）に「県庁舎再整備研究会」を開催して県庁舎の現状と課題、県庁舎の役割及び備えるべき機能・構造についての検討が開始され、建物・設備機器の老朽化や執務室の狭隘化が課題に挙げられた。また、老朽化の進行による建物及び設備の維持修繕コストの増大化（経済性）、セキュリティの確保、耐震性・安全性の確保、災害対策要員用の仮眠室、備蓄スペース不足も課題に挙げられた。
建て替えにあたり、A案（現庁舎の位置に配置）とB案（現敷地のオープンスペースに配置）を比較し、B案は①東駐車場、②北西駐車場、③北東グラウンドの3案で検討した。また、行政部門と議会部門の合築の検討も行い、独立型、近接型、合築型の3案のメリット・デメリットを比較した結果、建設地についてはB案の①東駐車場で決定し、行政部門と議会部門は独立型の建物とする事に決定した。なお、この時点では現庁舎（4代目県庁舎）解体後の跡地に警察機能を含む「県民サービス棟」を建設し、岐阜県警察本部庁舎を含む各棟とはペデストリアンデッキで結ぶ計画だった。
現在の5代目庁舎は4代目県庁舎の東側に建設され、2022年（令和4年）12月16日竣工。2023年（令和5年）1月4日に開庁した。行政棟と岐阜県議会が入る議会棟からなる。県庁舎デザインアドバイザーに建築家の隈研吾、岐阜県立森林文化アカデミー学長の涌井史郎等が務めた。建設費は496億円。
行政棟は地上21階建て・塔屋2階建て。軒高105.39m、最高高さ106.19m。建築面積は7,637m2。延床面積は68,329m2。1階には岐阜県の地場産品を展示したり、岐阜県の自然、文化、歴史などを映像で紹介する「GALLERY GIFU」、500人を収容する県民ホール「ミナモホール」があり、20階には展望フロアーの「清流ロビー」がある。また、外装にはタイル（多治見市などが生産地）、内装にはヒノキ（飛騨地方や東濃が産地）、美濃和紙が使用されている。
行政棟は一般にも開放されている来庁者エリアの「低層部」（1階 - 3階）と展望フロア（20階）、主に執務エリアとなる「高層部」（4階 - 19階）に大別される。セキュリティ確保のため、エリア区分（ゾーニング）が採用されている。執務エリアへ訪問する場合、総合受付で受付処理を行って「入庁証」（ICカード）を受け取り、入庁証をセキュリティゲートにかざしてエレベーターホールに入り、訪問先の階までエレベーターで移動する手順を踏む必要がある。なお、来庁者エリアの「低層部」（1階 - 3階）はエスカレーターで移動できるほか、20階の展望フロアに直行可能な専用エレベーター（2基）で移動が可能である。
行政棟（高層部）は東西約105m、南北約31mの長方形の建物で、上部構造には十分な耐力と剛性を有する鉄骨造を採用し、構造を補強する耐震部材には、建築時の制約が少なく地震発生時において下部の免震装置への力の伝達が均一になる「耐震間柱構造」を採用している。架構は、柱や梁などの構造部材が外部に張り出し、内部空間に柱などの凹凸が出ない「アウトフレーム工法」を採用し、自由度の高い屋内空間を確保している。1階と2階の間に地震エネルギーを吸収する免震装置（鉛プラグ挿入型積層ゴムアイソレータ）が設置されており、建物の重量を支えるとともに地震時において建物の揺れを軽減するほか、中心部に挿入されている鉛プラグは、地震エネルギーを吸収するとともに、地震発生後に継続する揺れのほか強風など地震以外の揺れも抑制する機能を有する。また、行政棟（低層部・機械棟）及び議会棟では、上部構造の鉄骨造を補強する耐震部材として、水平剛性が高い「ブレース構造」を採用し、ブレースには地震発生時に座屈しない座屈拘束ブレースを使用している。
これらの採用の結果、「養老-桑名-四日市断層帯」の内陸直下型地震（震度6強）、南海トラフ巨大地震（震度6弱）などの大規模地震発生時にも構造体の補修をすることなく業務遂行が可能な、通常建築物の耐震基準の1.5倍の耐震性を確保している。また、BCP対応として、受変電設備や非常用発電機などの主要設備を2階以上に配置するとともに、機械棟1階の主要な入口に水密扉を設置して浸水に対処している。
電力は、対災害性を考慮して地中電線路による受電線を二重化（本線、予備線受電）して引き込み、特別高圧77KVで受電する。受変電設備は屋内キュービクルガス絶縁自冷式変圧器5,000kVA×2台で変電する。非常用発電設備としてガスタービン発電機2,000kVA（燃料：A重油）×2台を設置し、72時間連続運転できる燃料を備蓄する。また、行政棟低層部及び機械棟屋上に出力84kWの太陽光発電設備、機械棟に出力3kWの燃料電池設備×1台（燃料の水素は都市ガスから生成）、都市ガスを使用したコージェネ発電設備25kW×1台を設置しているほか、万が一、非常用発電機が停止した場合でも、電源車等による外部からの電源供給が可能である。行政棟8階にサーバー用に無停電電源設備として制御弁式鉛蓄電池300kVA×2台を設置するとともに、非常用照明、受変電制御用の制御弁式鉛蓄電池を8階及び21階の各高圧電気室を設置している。
幹線・動力設備として、配線方式はケーブルラック＋ケーブル方式（エコケーブル）を採用し、配電電圧は動力用は三相3線210V/420V 、 電灯用は単相3線210V/105Vで供給する。照明設備は非常用照明を除く全ての照明にLED照明を採用し、センサー制御による調光・消灯機能を備えている。
全庁舎でデジタルサイネージやパブリックディスプレイ（大型液晶ディスプレイ）を採用し、行政棟・議会棟を合わせて約90か所にディスプレイが設置され、掲示物・ポスターのデジタル化を行っているほか、岐阜県議会議員の登庁用に43型パブリックディスプレイによるタッチパネルが採用され、登庁時に自身の名前をタッチすると黄色く点灯し、各所に設置された登庁状況のサイネージ表示にリアルタイムで連動する。また、災害発生時には「割り込み表示機能」により避難を促すサイネージに自動で表示が切り替わる。
行政棟の建設費は約414億円で、春や秋の室温が高い日には外気を取り入れて冷房の代わりにする省エネルギー設計としていたが、供用開始直後から9～16階の換気設備近くで勤務する職員が隙間風で寒いと訴え、112カ所にウレタン樹脂を吹き込む応急措置が施された。
議会棟は地上6階建てで高さ32m、建築面積は3,312m2、延床面積は13,929m2である。
庁舎の建設に合わせて庁舎周辺も整備され、庁舎前に整備された公園は「ぎふ結のもり」として2022年（令和4年）7月16日に開園した。職員用立体駐車場建設のため2018年（平成30年）3月に閉鎖された県庁バスターミナルは開庁に合わせて庁舎横に新設された。
1階の売店（ファミリーマート）及び2階の食堂は来庁者が誰でも利用が可能である。また、2023年（令和5年）4月1日に1階に開園した「ぎふっこ保育園」は事業所内保育事業（認可保育園）であり、従業員枠（県職員）と地域枠（岐阜市在住者）の幼児の入園の申し込みが可能である。

## 歴史

### 年表
- 1872年1月2日（明治4年11月22日）- 廃藩置県（第1次府県統合）により岐阜県誕生。笠松村の旧笠松県庁舎（笠松陣屋）を県庁舎とする。
- 1873年（明治6年）3月27日 - 県庁舎を厚見郡今泉村（現・岐阜市西野町）の本願寺岐阜別院に仮移転。
- 1874年（明治7年）6月11日 - 岐阜市司町に2代目県庁舎竣工・移転。この建物は木造平屋建てで、官吏は畳に座して執務した。
- 1924年（大正13年）10月 - 岐阜市司町に3代目県庁舎竣工（現在の旧岐阜県庁舎）。鉄筋3階建て。工費約150万円、工期1年7か月[2]。建築顧問は矢橋賢吉、佐野利器、施工は銭高組が請け負った。なお、当初は中央部に高塔を設ける計画であったが、着工3か月後に発生した関東大震災により見直されたと伝えられている[26]。
- 1958年（昭和33年）- 3代目県庁舎の北側部分を増築[27]。
- 1966年（昭和41年）2月11日 - 岐阜市薮田南に4代目県庁舎竣工。地上12階建て。工費約25億2千万円、工期1年7か月[2]。3代目庁舎は岐阜総合庁舎となり、2013年の閉庁後は南側部分を残して解体。
- 1978年（昭和53年）8月10日 - 議会西棟（3,429.01 m2）を増築。
- 2022年（令和4年）12月16日 - 5代目県庁舎竣工[4]。建設工事費約496億円、工期3年2ヶ月余[2]。
- 2023年（令和5年）1月4日 - 5代目県庁舎開庁。

## 初代県庁舎

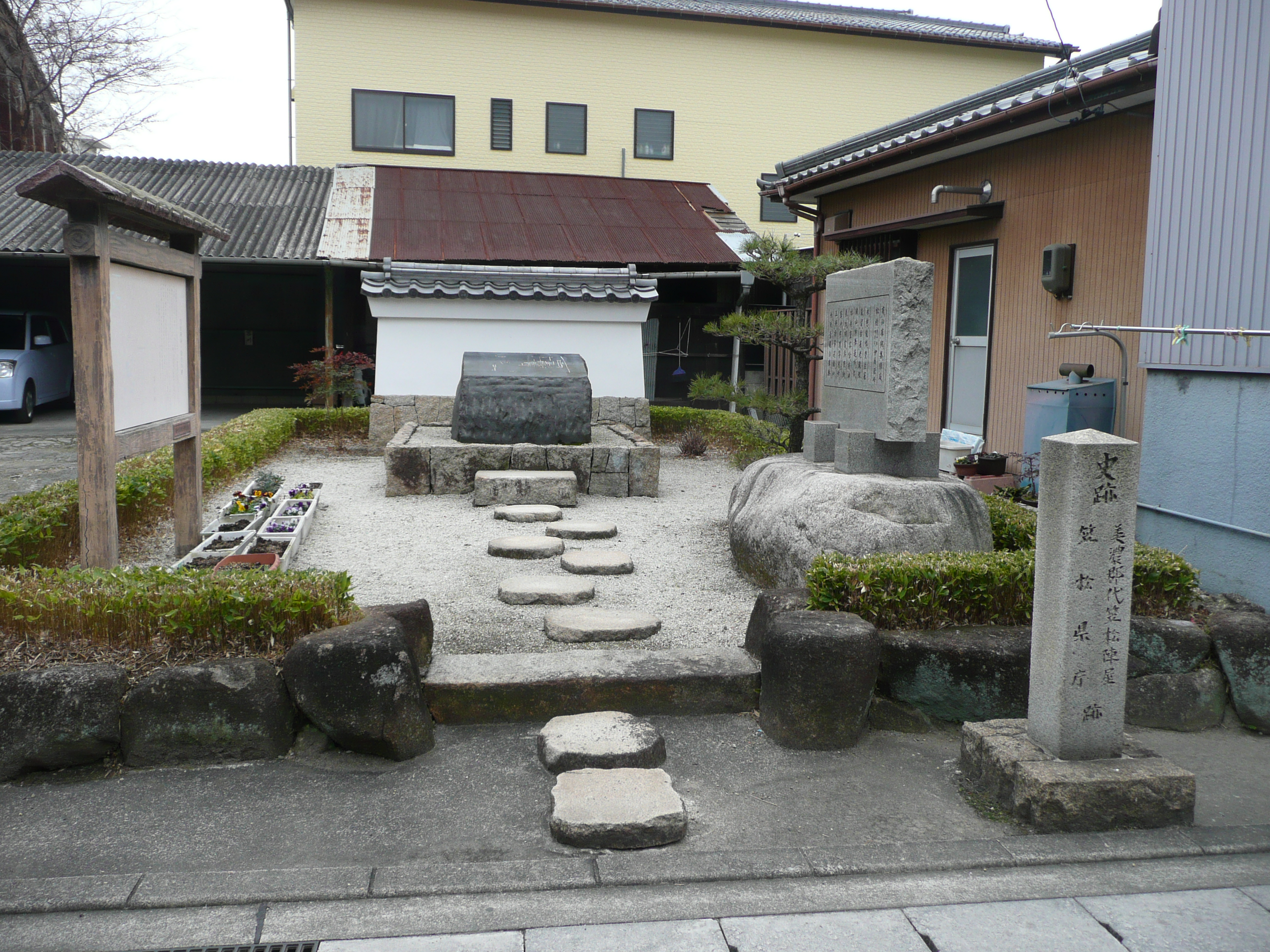
笠松陣屋（初代岐阜県庁舎）跡碑

明治4年11月22日（1872年1月2日）、美濃国一円（笠松県、大垣県、加納県、郡上県、岩村県、苗木県、今尾県、高富県、野村県の諸県、及び名古屋県、犬山県、岡田県の美濃国外3県飛地）が合併して岐阜県が設置されると、県庁舎を当分の間、旧笠松県庁（笠松陣屋）に置き、元笠松県知事・長谷部恕連が初代岐阜県令に、元笠松県大参事・小崎利準が岐阜県権参事に、旧笠松県官員を岐阜県官員に転任させる等、旧笠松県官員を中心に陣容が整えられた。同年11月27日（1872年1月7日）の県治条例（明治4年太政官達）に基づき、庶務・聴訟・租税・出納の4課からなる行政事務機構の整備が図られた。
明治5年2月（1872年3月）、長谷部県令は大蔵省に対して県庁創立費用の伺いを提出し、県庁舎新築地として岐阜町（現・岐阜市）を選定した旨を記した。なお、岐阜町には元名古屋藩の支配役所が残っていたが、東南に金華山があって9時・10時頃にならないと朝日が当たらないこと、西北は町屋・寺院等が立ち並んで敷地が狭く、将来の見通しからも良くないので、岐阜近郊の相応の土地を選んで伺いしたいとした。
これに対して大蔵省は同年3月12日（1872年4月19日）付で県庁移転の件は場所を見立てたうえ、入費内訳帳及び絵図面を添えて伺い出るよう指令した。なお、県庁の新設に際しては、岐阜と大垣で誘致運動が行われ、美濃国随一の大垣藩がこの運動に熱心だったとされるが、小原鉄心（大垣藩大参事）が長谷部県令と相容れなかった点が大垣を不利に導いた主要な点と伝えられている。
翌1873年（明治6年）2月、大蔵省に対して再度の伺いを提出し、岐阜町の地続きにあたる厚見郡今泉村字八ツ寺地内（現・岐阜市司町）の畑地約5反7畝（約5653m2）ほどの場所を適地として提出した。また、庁舎は旧笠松県庁舎を取り壊して古材を活用しようと考えていたが、官舎払下規則（明治5年太政官達第167号）に抵触するため、古材を一切用いず、県庁舎・牢屋敷・徒刑場を新築する旨を記した。
なお、県庁舎の新築移転までの間、元笠松県庁舎では地券法実施による事務量増大に耐えられず、1873年（明治6年）3月27日、厚見郡今泉村の本願寺岐阜別院を仮庁舎として移転した。

## 2代目県庁舎

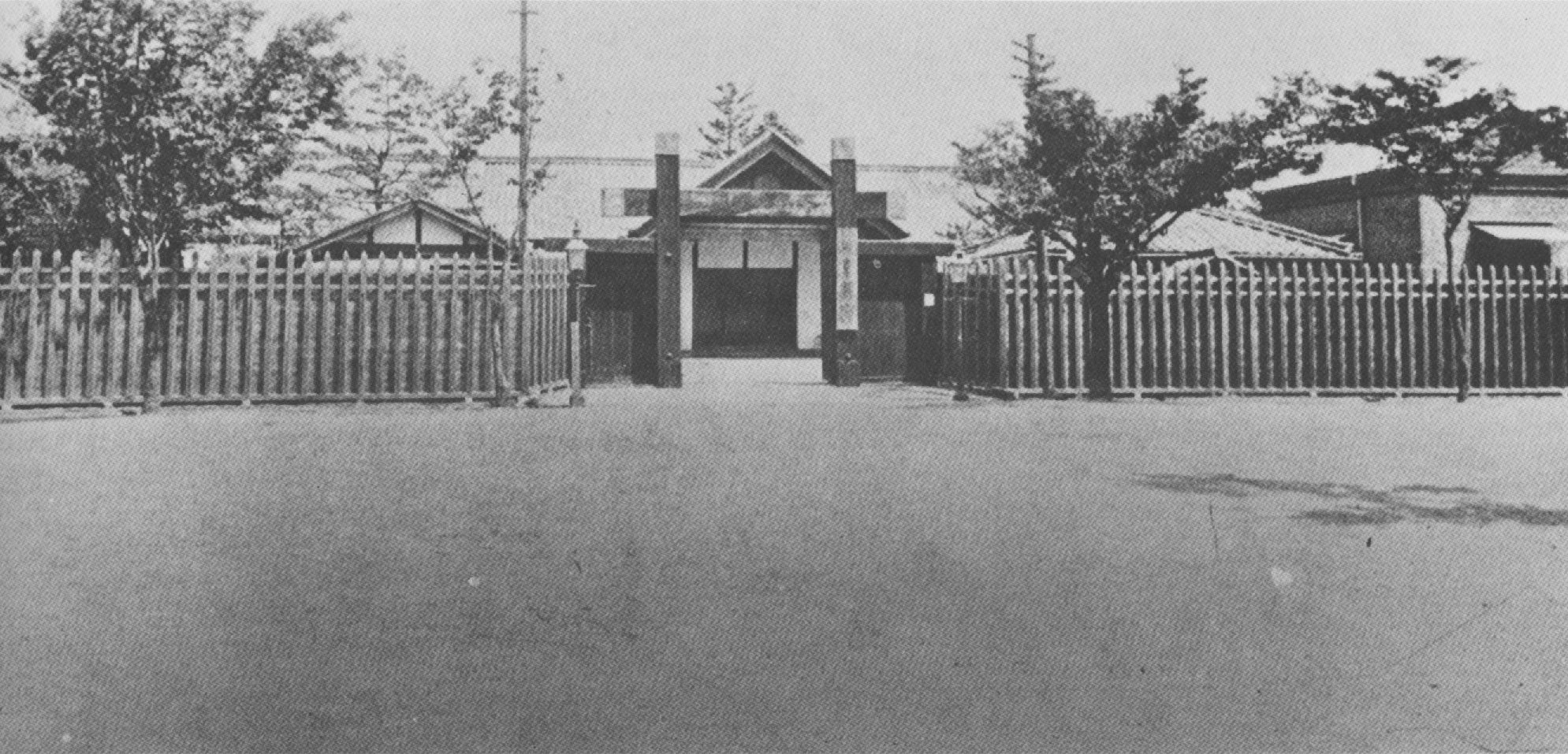
2代目県庁舎（明治30年後半頃）

1873年（明治6年）2月の大蔵省への伺いに対し、「経費金1万989円余を目的に施行可」として許可が下り、同年11月5日に工事着工、翌1874年（明治7年）6月に竣工し、6月9日付岐阜県布達第98号で「新庁落成ニ付来ル十一日移転」と管下に布達した。総費用は1万989円88銭3厘で、その内訳は県庁舎新築費4636円78銭5厘、牢舎新築費6266円76銭5厘、敷地5反1畝1歩（1531坪=5,061.15m2）買上費86円33銭3厘で、そのうち敷地買上費は全額官費、県庁舎・牢舎新築費は各三分の一が官費支給された。また、県庁舎・牢舎新築費の各三分の二は民費負担とされ、管下各町村へ割賦（分割）したが、厚見郡村々に対しては各石高100石につき59銭1厘2毛の割合で割賦され、厚見郡総石高4万3238石5斗6升1合2勺に対し、総計255円65銭7厘9毛の民費が各村々で負担された。
新築された新庁舎は木造平屋建てで、正面玄関には菊の紋章が付けられた。庁舎は本庁のほか、玄関・広間・湯呑場・詮議場・門番所・囚人溜及び附属建物から構成され、周囲を115間（約272.7m）の高塀で取り囲み、美江寺南道路に沿って黒板塀を巡らした牢舎が附設されていた。なお、正門は竣工当時は上部をアーチ状にする鉄柵門とされるが、1891年（明治24年）の濃尾地震で倒壊した後に木造の冠木門で再建されたとされる。
県庁舎の岐阜移転に伴い官員の居住地変更が行われた。官員邸宅は自宅・貸長屋あるいは民家の借入などにより適宜処理するものとした。その後、県は「官宅ノ義新営相成ラス」（官宅の新営は行わない）としたが、実際には「市在貸家払底且所々ニ散在罷在候ては自然不都合ニ付」（貸家の払底、且つ所々に散在するのは自然と不都合）として「今般郡中え協議及ヒ候処、総郡ヨリ出金貸長屋創立可致段申出候」（郡部と協議したところ、総郡より出金して貸長屋を創立致すべきと申し出があった）として民費による官舎新築の方針に変更し、県庁舎南方に38戸の官舎街が誕生した。新しい県庁所在地一帯を、当時の人々は美濃国を司る町として雅名「都賀佐町」と称したが、後に「司町」と改称した。

## 3代目県庁舎

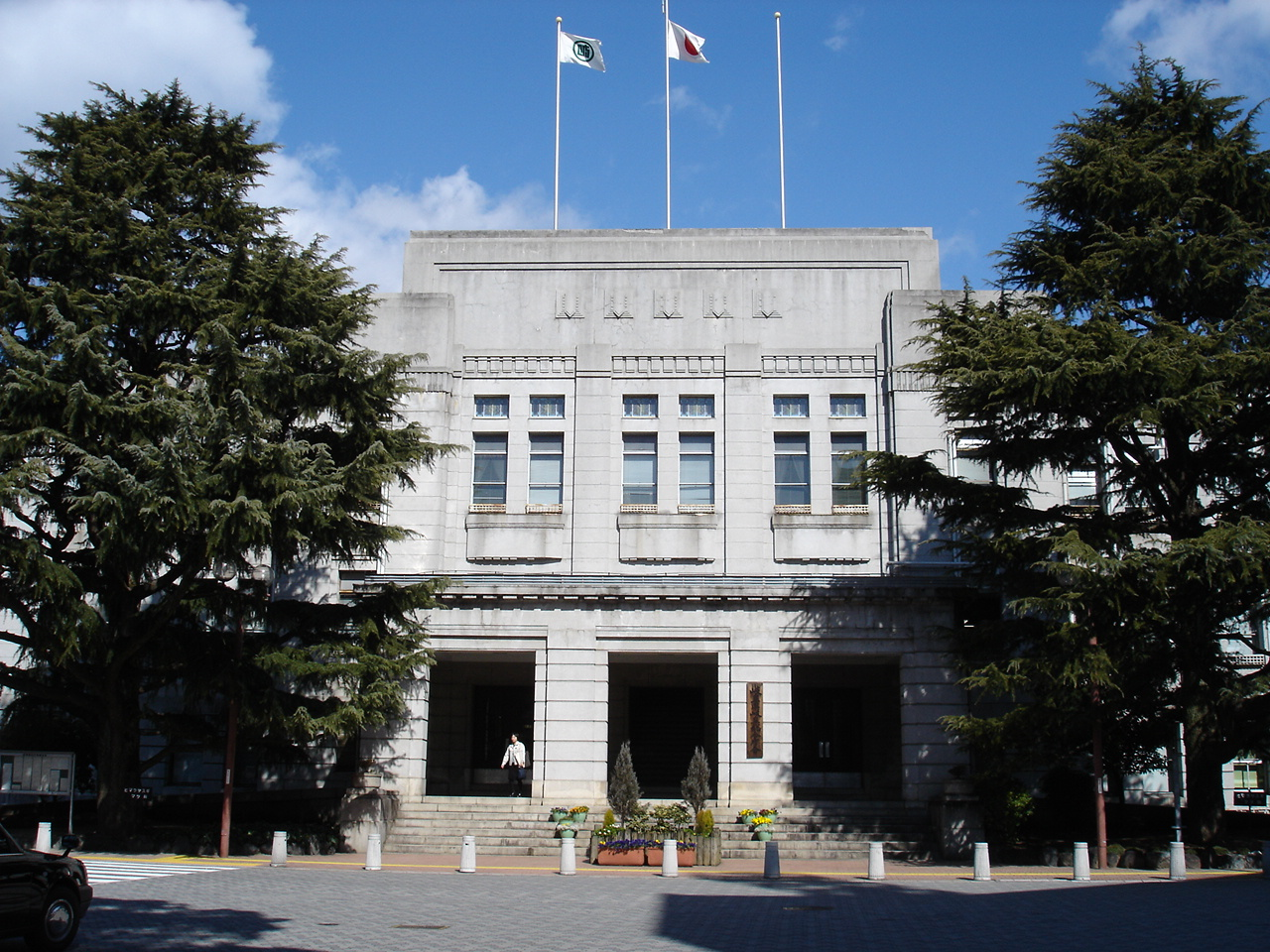
3代目県庁舎（旧岐阜総合庁舎）

## 4代目県庁舎
4代目県庁舎は、行政事務の増大に伴う職員数の増加に伴い、岐阜市司町から移転したもので、1966年（昭和41年）2月に岐阜市薮田地区に竣工した。第8回BCS賞受賞。
建物は事務棟、議会東棟（旧：議会棟）、議会西棟、厚生棟（旧：互助会棟）からなる。1964年（昭和39年）7月6日着工（地鎮祭）、同年7月14日起工式、同年12月22日立柱式、1965年（昭和40年）7月10日定礎式、着工から1年7か月後の1966年（昭和41年）2月11日に竣工式を迎えた。
当初は1966年（昭和41年）4月末完成予定だったが、竣工式を紀元節（現在の建国記念の日）に当たる2月11日に迎えたいという岐阜県知事・松野幸泰（当時）の要請を受け、約2か月半前倒しで完成した。なお、本庁舎は着工当時、官公庁舎の建物としては日本一の高層ビルだった。
本建物は、行政機関としての事務棟、立法機関としての議会棟、職員福祉のための厚生棟（旧：互助会棟）の3つから構成され、それぞれ独立しているが、連絡通路で一体となって結び付けられている。本建物のある薮田地区は往時水害があったため、敷地は全面盛土を行い、地下室は設けず、水害防止を考慮して1階に機械室と電気室を設け、スロープを設置して直接2階の玄関およびホールへ行けるようにした。標高は13.095m。ランプウェイ及びデッキは大型バスでも回転できる十分な幅を持ち、特異なファサードと広大な前面駐車場を備えていた。
建物の仕上げ材に岐阜県内産を出来るだけ用いており、ランプウェイに恵那石、濃尾平野の四季を表現した玄関の大理石製モザイク壁画、多治見の焼物、内部間仕切りのメラミン化粧板に県内産を使用しており、5代目庁舎にも、矢橋六郎のモザイク壁画「春・夏・秋・冬」が、新議会棟には人間国宝の陶芸家・加藤孝造の陶壁「さきがけ」がそれぞれ旧庁舎から移設されている。
2023年（令和5年）2月17日、閉庁式が行われた。2023年（令和5年）12月21日から解体工事が始まり、2028年（令和10年）3月10日までに完了する予定である。
以下は竣工時のデータである。
建築概要
- 敷地面積：79,380.00 m2
- 建築面積：10,219.27 m2
- 延床面積：49,138.65 m2（当初）、後に議会西棟（3,429.01 m2）を増築して52,567.95 m2[44]

構造規模
- 事務棟：地上12階（塔屋3階）、鉄骨鉄筋コンクリート造（延べ面積 37,271.02 m2[56]）
- 議会東棟：地上3階（一部4階）、鉄骨鉄筋コンクリート造（延べ面積 5,712.44 m2：連絡通路を含む[56]）
- 議会西棟：地上3階（塔屋2階）、鉄骨鉄筋コンクリート造（延べ面積 3,503.84 m2：渡り廊下を含む[56]）
- 厚生棟：地上2階（一部3階）、鉄筋コンクリート造（延べ面積 2,201.90 m2[56]）

仕上概要
- 外装：カーテンウォール三丁掛け（実寸227mm×90mm）タイル貼り及び二丁掛け（実寸法227mm×60mm）貼り、一部花崗岩水磨き
- 屋根：アスファルト防水、クリンカータイル貼り
- 建具：アルミサッシュ及びステンレス、一部スチール製

設備概要
- 受変電設備：受電は中部電力岐阜支店加納変電所から三相3線30KV60Hzで地中電線路で引き込まれており、屋外の特高変電所で受電して本館1階の主変電室で変電する。1階に中央監視室があり、塔屋1階に第1、第2変電室がある。
- 電灯動力設備：電灯コンセント回路は、中性点直接接地、三相4線式18V/105V、幹線1,000Aバスダクト方式で配線し、蛍光灯や白熱灯、その他水銀灯などに使用している。
- 自家発電設備：事務棟1階に自家発電装置が設置されており、買電が停止すると停電圧継電器で検出してディーゼルエンジンを起動し、エンジン直結の発電機で定格電圧が確立すると、油入遮断機が投入されて負荷に電源を供給する。ディーゼル機関は4サイクル水冷式12気筒600PS、1200rpm、発電機は6極3,300V 500KVA 60Hz、力率80%。
- 蓄電池設備：特高及び高圧器の操作電源、継電器電源、表示用電線及び停電灯（非常灯）電源の畜電源として合成樹脂槽入密閉型クラッド式据置蓄電池1,000Ah 52台×1組設置。
- 登退庁表示機設備：議員用の50室表示器=6か所、県及び警察用の30窓表示器=72か所。
- 火災報知設備：受信器はア型1級120回線用、副受信機は中央制御盤室及び総務宿直室に120回線用、警察宿直室に25回線用、議会宿直室に15回線用を設置し、感知区域を116に区分。
- 空調設備：二重ダクト方式による個室制御、全自動中央集中制御式。
- 熱源設備：ターボ冷凍機550トン×1基、500トン×1基を直列運転。
- 給水設備：受水槽 容量240トン、高置水槽（飲料水用）1.7m3×2基、（雑用水用）25m3×2基。
- 消火設備：屋内消火栓 本館51、議会棟7、厚生棟4、連結送水口2か所、屋外消火栓2か所
- 客用エレベーター：6基（定員15名、容量1,000kg）、直流ギヤーレス型、速度150m/s、シグナル群乗合自動併用方式。

## 岐阜県警察本部庁舎

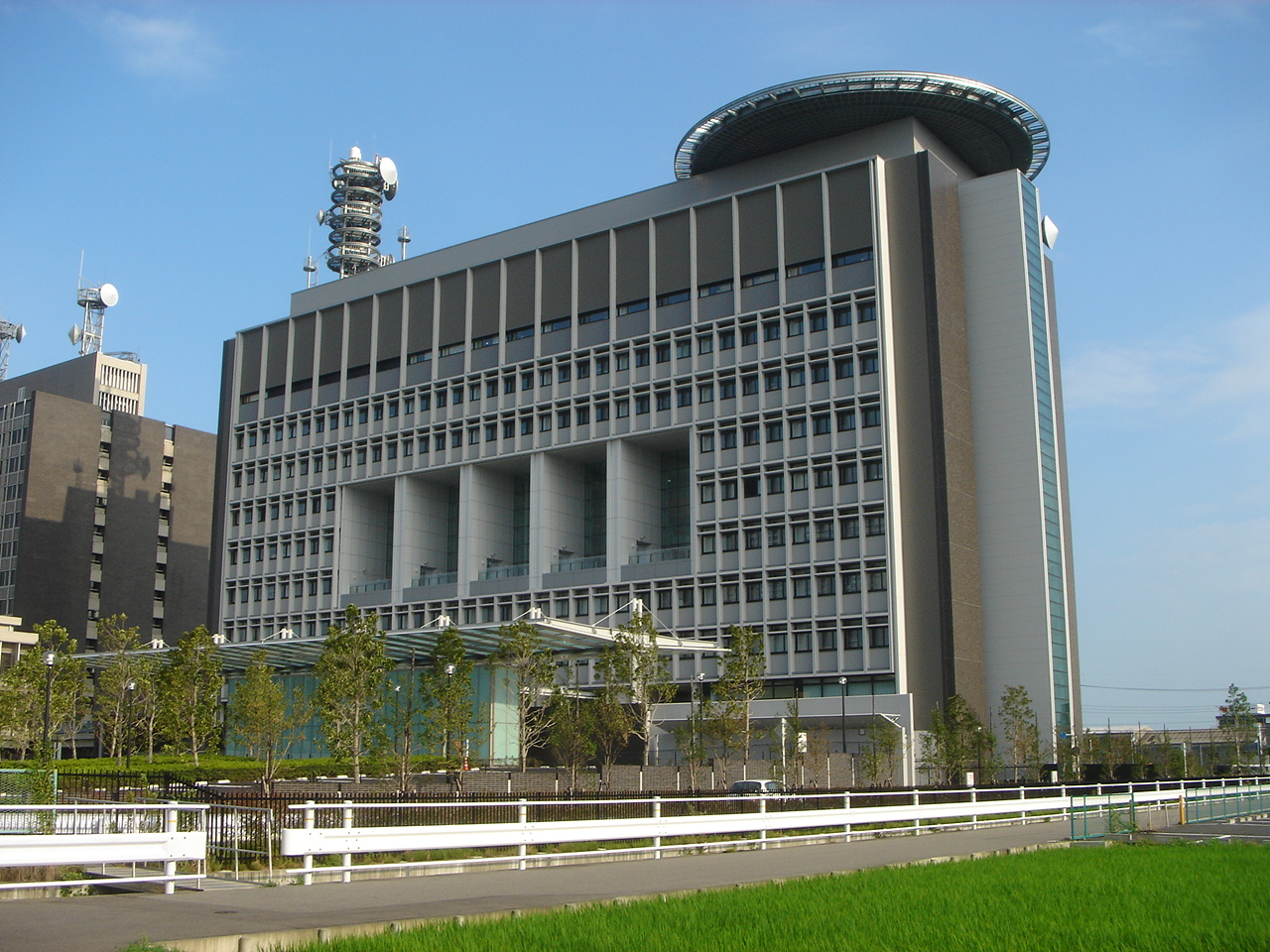
岐阜県警察本部（左の建物が県庁舎（4代目）事務棟）

- 2006年3月 - 県庁舎西隣に岐阜県警察本部庁舎が完成。4代目県庁舎（2階 - 7階）にあった岐阜県警察本部が移転した。地上11階建、延床面積約2万5千m2。

## 岐阜県総合庁舎
岐阜県の出先機関の庁舎として、県内に次のとおり総合庁舎が設置されている。
- 西濃総合庁舎（大垣市）
- 可茂総合庁舎（美濃加茂市）
- 東濃西部総合庁舎（多治見市）
- 飛騨総合庁舎（高山市）
- 揖斐総合庁舎（揖斐川町）
- 中濃総合庁舎（美濃市）
- 郡上総合庁舎（郡上市）
- 恵那総合庁舎（恵那市）
- 下呂総合庁舎（下呂市）